# Szypliszki (gromada)
Szypliszki – dawna gromada, czyli najmniejsza jednostka podziału terytorialnego Polskiej Rzeczypospolitej Ludowej w latach 1954–1972.
Gromady, z gromadzkimi radami narodowymi (GRN) jako organami władzy najniższego stopnia na wsi, funkcjonowały od reformy reorganizującej administrację wiejską przeprowadzonej jesienią 1954 do momentu ich zniesienia z dniem 1 stycznia 1973, tym samym wypierając organizację gminną w latach 1954–1972.
Gromadę Szypliszki siedzibą GRN w Szypliszkach utworzono – jako jedną z 8759 gromad – w powiecie suwalskim w woj. białostockim, na mocy uchwały nr 23/V WRN w Białymstoku z dnia 4 października 1954. W skład jednostki weszły obszary dotychczasowych gromad Szypliszki, Słobódka, Wygorzel, Zaboryszki, Becejły, Krzywólka, Przejma Wysoka, Żyrwiny i Białobłoty (z wyłączeniem miejscowości Ignatowizna) ze zniesionej gminy Szypliszki w tymże powiecie. Dla gromady ustalono 12 członków gromadzkiej rady narodowej.
1 stycznia 1958 do gromady Szypliszki przyłączono obszar zniesionej gromady Lipniak.
31 grudnia 1959 do gromady Szypliszki przyłączono obszar zniesionej gromady Sadzawki.
1 stycznia 1972 do gromady Szypliszki przyłączono PGR Czerwonka ze zniesionej gromady Żubryn.
Gromada przetrwała do końca 1972 roku, czyli do kolejnej reformy gminnej. Z dniem 1 stycznia 1973 roku reaktywowano gminę Szypliszki.